# Buketspiræa
Buket-Spiræa (Spiraea x vanhouttei) er en løvfældende busk med en opret, men efterhånden mere overhængende vækstform. Buket-Spiræa bærer buketter af hvide blomster. Busken er helt igennem sund ved anvendelse i haver.

## Beskrivelse
Barken er først glat og lysebrun. Senere bliver den mørkebrun, og til sidst skaller den af i strimler. Knopperne er spredte, udspærrede, spidse, brune og lidt hårede. Bladene er ovale til ruderformede og 3-5 lappede på den yderste del. Resten af bladranden er let savtakket. Oversiden er glat og mørkegrøn, mens undersiden er grågrøn. 
Blomsterne ses sidst i juni. De er samlet i tætte halvskærme (eller "buketter", deraf navnet) i hvert bladhjørne. De enkelte blomster er hvide med en tung duft. Frugterne er tørre, brune kapsler, men frøene er golde.
Rodnettet er kraftigt og tæt forgrenet. Planten sætter mange rodskud, især efter hård nedskæring. 
Højde x bredde og årlig tilvækst: 3 x 2 m (20 x 15 cm/år).

## Hjemsted
Begge krydsningens forældre hører hjemme i det centrale Kina, hvor de danner skovbryn, underskov og krat på mineralrig bund med tørre somre og store mængder vintersne.
| Portal | Portal:Botanik |